# Trận Châtillon-sous-Bagneux
Trận Châtillon-sous-Bagneux, hay còn gọi là Trận chiến Châtillon, là một cuộc giao tranh trong Chiến dịch chống Pháp của quân đội Đức – Phổ vào các năm 1870 – 1871, đã diễn ra vào ngày 19 tháng 9 năm 1870. Đây cũng được xem là trận đánh đầu tiên trong lịch sử của nền Đệ tam Cộng hòa Pháp. Trong trận giao chiến quyết liệt này – xảy ra tại Châtillon và Bagneux (gần thủ đô Paris của nước Pháp), Quân đoàn V của quân đội Phổ dưới quyền chỉ huy của Thượng tướng Bộ binh Hugo von Kirchbach, cùng với Quân đoàn II của Vương quốc Bayern do Thượng tướng Bộ binh Jakob von Hartmann điều khiển (đều là các lực lượng thuộc Tập đoàn quân số 3 của Phổ - Đức do Thái tử Friedrich Wilhelm làm Tổng tư lệnh), đã giành được chiến thắng trước một đợt tấn công của Quân đoàn XIV dưới quyền chỉ huy của tướng Renault – thuộc đội quân Pháp dưới quyền tổng chỉ huy của tướng Alexandre Ducrot. Mặc dù một số binh lính dưới quyền Ducrot đã chiến đấu tốt, phần lớn đội quân của ông trở nên nhốn nháo. Quân Pháp bị buộc phải bỏ chạy về Paris, đánh mất cao nguyên Châtillon – một vị trí phòng ngự rất thuận lợi nhìn ra các pháo đài ở phía Nam Paris – vào tay quân đội Đức. Đây là một thảm họa đối với "chính nghĩa" của quân đội Pháp trong cuộc chiến tranh, mặc dù người Pháp thông báo rằng họ chỉ chịu thiệt hại nhỏ.
Trận chiến Sedan giữa quân đội Đức và Pháp trong các ngày 1 – 2 tháng 9 năm 1870 đã kết thúc với thất bại thê lương của Đệ nhị Đế chế Pháp. Chiến thắng Sedan đã mở đường cho quân Đức tiến vào Paris, và đến ngày 4 tháng 9, một cuộc nổi dậy ở Paris đã lật đổ Đế chế và dẫn đến sự thành lập Chính phủ Vệ quốc. Trong khi đó, thừa lệnh của Tổng tham mưu trưởng Helmuth von Moltke Lớn, các Tập đoàn quân số 3 và Maas của Đức đã lên đường tiến đánh Paris 5 ngày sau đại thắng tại Sedan. Cho đến ngày 19 tháng 9, Quân đoàn V của Phổ do tướng Von Kirchbach chỉ huy đã tiến quân theo 2 đội hình hàng dọc đến cung điện Versailles. Người Pháp quyết tâm phải giữ lấy quyền làm chủ các cao điểm quan trọng ở phía trước các công sự của thủ đô, và trước tình hình người Phổ đã hiện diện tại cao nguyên Châtillon, tướng Ducrot của Pháp đã phát động một cuộc phá vây trên chiến tuyến của Quân đoàn V: rạng sáng ngày 19 tháng 9, 2 sư đoàn bộ binh thuộc Quân đoàn XIV của Pháp đã tiến đánh Petit Bicêtre và Villacoublay. Được sự hỗ trợ mạnh mẽ của lực lượng pháo binh, họ đã đánh bật các tiền đồn của Đức (Sư đoàn số 9 của Phổ), mặc dù ban đầu quân Đức phòng ngự thành công. Tuy nhiên, mặc dù Quân đoàn II của Bayern dưới quyền Hartmann tiến quân theo đường khác, Lữ đoàn Bộ binh số 1 của họ đã được đưa vào đến Bicêtre để hỗ trợ quân Phổ. Đồng thời, Von Kirchbach đã xuống lệnh cho Sư đoàn số 10 của Phổ ứng chiến ngay sau khi lực lượng tiên phong của họ đến phía đông bắc Villaconblay. Một đợt tấn công phối hợp của quân Bayern với quân Phổ vốn còn giao chiến tại Bois de Garenne đã đẩy lùi quân Pháp ở Pavé blanc. Trong khi đó, người Pháp đã hình thành được đội hình pháo binh của mình, và 3 trung đoàn lại tấn công Petit Bicêtre và Bois de Garenne. Hỏa lực của súng hỏa mai Phổ đã đánh bại quân Pháp, và đạn pháo của Đức đã buộc lính Zouaves ở nông trang Trivaux phải chạy dài về Paris. Một phần của cánh phải của quân Pháp phải cuống cuồng tháo chạy. Liên quân Phổ - Bayern đã chiếm được Pavé blanc, giành lại Dame Rose và đánhthọc đến rừng Meudon.
Tuy nhiên, phần còn lại của các lực lượng Pháp đã tập trung xung quanh một đồn nhỏ bằng đất được dựng lên trên cao nguyên Châtillon. Sau đó, Von Kirchbach đã dẫn Quân đoàn V về Versailles, giao lại trận chiến cho Quân đoàn II của Bayern. Trong khi một lữ đoàn của Bayern được phái đến Sceaux, Lữ đoàn số 8 của Quân đoàn số 4 Bayern đã được đưa đến Croix de Bernis, và Lữ đoàn số 7 tiến về Bourg. Quân đội Đức đã tăng cường pháo lực của mình, và sau một ngày giao chiến, Ducrot đã ra lệnh phá hủy các khẩu pháo tại công sự bằng đất rồi rút chạy về phía sau các pháo đài riêng biệt. Một số binh lính của Sư đoàn số 3 của Bayern đã theo chân ông ta qua Sceaux và Plessis-Picquet, và chiếm giữ công sự đã bị bỏ lại của quân ông. Trận đánh đã thể hiện uy lực của Pháo binh Pháp, song chiến thắng của quân đội Đức tại trận Châtillon đã tạo điều kiện thuận lợi cho người Bayern đánh bại mọi cuộc tấn công của quân đội Pháp vào cao nguyên Châtillon. Sau trận đánh này, quân đội Đức đã hoàn thành cuộc phong tỏa Paris. Quân Pháp sẽ còn tiến hành nhiều cuộc phá vây khốc liệt nữa, nhưng đều bị quân Đức bẻ gãy.